# Marion Maréchalová
Marion Jeanne Caroline Maréchalová (nepřechýleně Maréchal, * 10. prosince 1989 Saint-Germain-en-Laye) je francouzská politička, členka Národní fronty (Front National). V letech 2012–2017 byla poslankyní Národního shromádění za Vaucluse (třetí volební okres), přičemž byla nejmladším členem tohoto shromáždění za celé období trvání Páté Francouzské republiky.
Do května 2018 používala příjmení kombinované z otcova a matčina a byla známa jako Marion Maréchal-Le Penová (Marion Maréchal-Le Pen). 

## Životopis

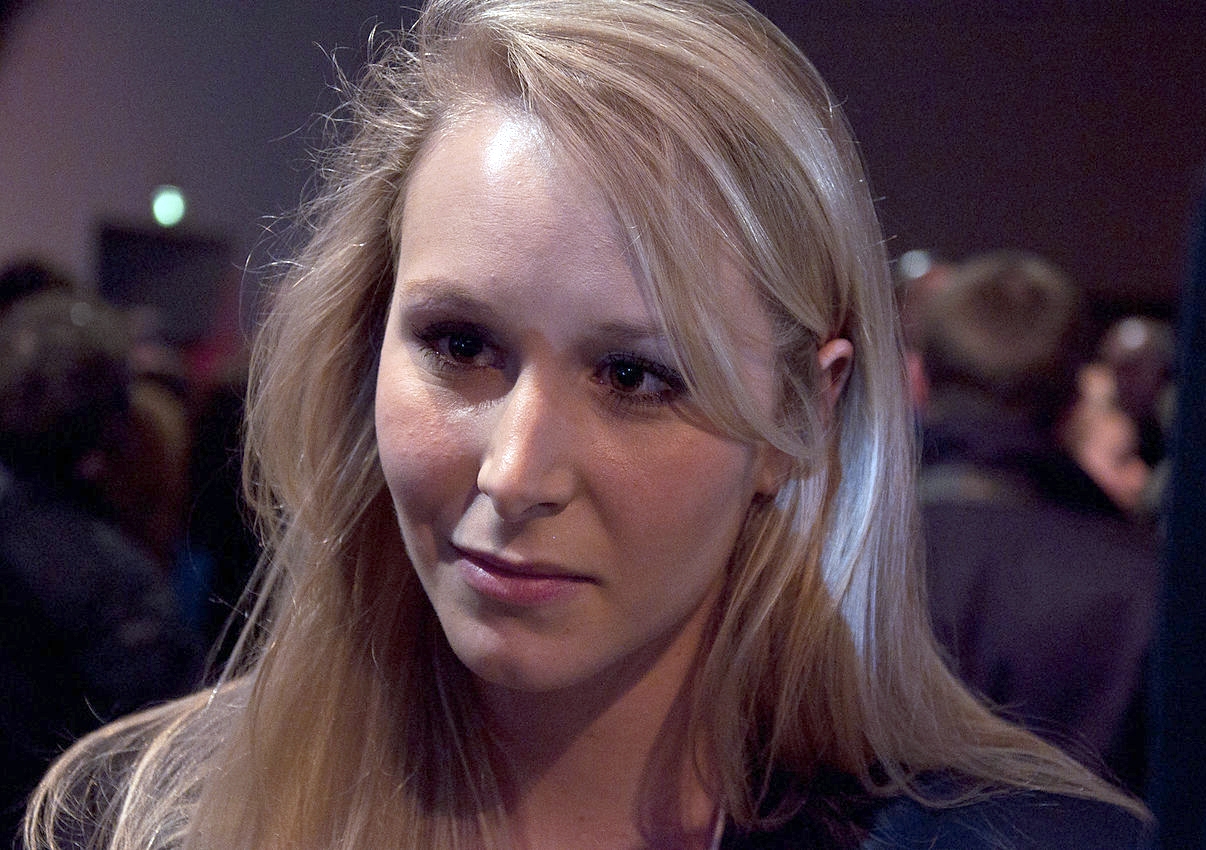
Marion Maréchal-Le Penová, francouzská politička (2012)

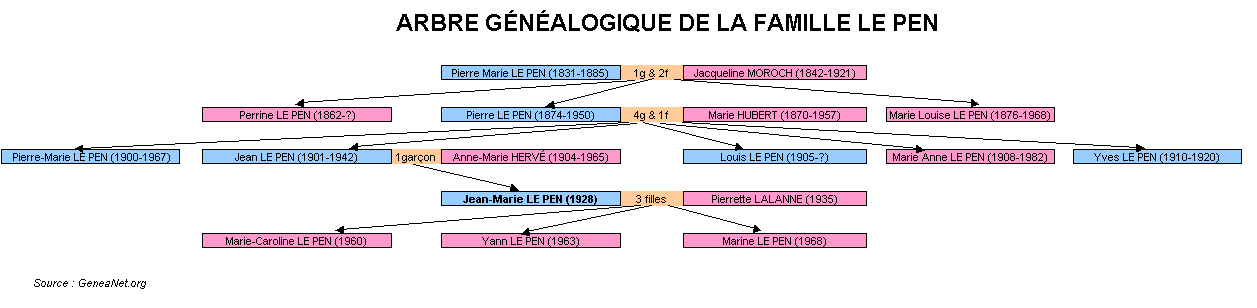
Genealogie rodu Le Pen (francouzsky).

Marion Maréchalová je dcera obchodníka Samuela Maréchala a jeho manželky Yann Le Penové. Její matka je druhá dcera bývalého předsedy francouzského politického uskupení Národní fronta Jeana-Marie Le Pena z jeho manželství s Pierrette Lalanne. Marion je zároveň neteří nynější předsedkyně Národní fronty Marine Le Penové.
Ve svých 18 letech vstoupila do Národní fronty. V regionálních volbách 2010 figurovala na druhém místě kandidátky v Yvelines, ale nebyla zvolena.
Studuje právo na Univerzitě Panthéon-Assas (nebo Paříž II).
V červnu 2012, tedy ve svých 22 letech, byla v parlamentních volbách zvolena do francouzského Národního shromáždění za volební obvod Vaucluse.
Roku 2017 oznámila odchod z politického života. V roce 2022 veřejně podpořila Érica Zemmoura v prezidentských volbách.